# Ziyad ibn Salih
Ziyad ibn Salih al-Harithi (arabe : زياد بن صالح الحارثي) ou Ziyad ibn Salih al-Khouzaï (arabe : زياد بن صالح ﺍﻟﺨﺰﺍﻋﻲ) est un caïd au service du califat abbasside,.
Lieutenant d'Abu Muslim al-Khurasani, il est choisi par ce dernier pour être son naqib (nom arabe signifiant « celui qui inspecte ») chargé de convaincre les Arabes du Khorassan de se joindre à la révolution abbasside (en) naissante en 129 AH (an 747 ou 748 du calendrier julien).
Après le succès de la révolution abbasside en 132 AH (an 750 du calendrier julien), il est nommé wali (gouverneur) de Boukhara et de la Sogdiane. 
Aux côtés d'Abu Muslim, il écrase la révolte arabe de la garnison de Boukhara dirigée par Sharik al-Mahri en 133 AH (an 750 ou 751 du calendrier julien). Par la suite, il aide Abu Muslim à mater d'autres soulèvements. Mais en 135 AH (an 752 ou 753 du calendrier julien), il se retourne lui même contre Abu Muslim à Balkh, en déclarant : « Nous avons prêté allégeance sur la base de la justice... Abu Muslim n'est rien d'autre qu'un oppresseur injuste... Et il est un adversaire qui a corrompu les cœurs des habitants du Khorassan. ». Mais ses soldats refusent de le suivre dans sa rébellion, qui est réprimée par Abu Muslim. Ziyad ibn Salih fuit et se réfugie alors chez le dehkan de Barkath (aussi orthographié Bayarkath) qui le fait aussitôt tuer avant d'offrir sa tête en présent à Abu Muslim,. Selon une autre version, il le livre vivant à Abu Muslim, qui se charge lui même de l'exécuter. Son insurrection semble avoir été poussée par le calife abbasside de l'époque, As-Saffah, qui souhaitait se débrasser du trop influent Abu Muslim. 

## La bataille de Talas
En 133 AH (an 751 du calendrier julien), il est envoyé d'urgence en territoire turc, c'est-à-dire au-delà de la Syr-Daria (qui constitue alors la frontière orientale de l'Empire islamique), pour combattre l'armée du général coréen Gao Xianzhi (en) au service de la dynastie chinoise des Tang, qui a récemment attaqué Chach (l'actuel Tachkent). L'affrontement se déroule aux abords de la rivière Talas (près de l'actuelle frontière entre le Kazakhstan et le Kirghizistan) et se solde par une victoire éclatante des musulmans soutenus par des combattants turcs et tibétains contre les troupes chinoises épaulées par les Karlouks. Cette victoire, la plus lointaine jamais obtenue en Asie par un califat, sonne paradoxalement le glas des conquêtes califales en Orient. Cependant, le point le plus important de cette bataille est la capture de certains prisonniers chinois, expert en sériciculture et dans la fabrication du papier, qui enseigneront leurs techniques aux arabes, permettant ainsi le développement de nombreuses papeteries dans le monde arabo-musulman et par extension en Europe (via des points de passage comme Al-Andalus ou la Sicile). 